# Illiosentidae
Famille
Les Illiosentidae sont une famille d'acanthocéphales. Les  acanthocéphales sont des vers à tête épineuse, c'est-à-dire de petits animaux vermiformesés. Ils sont parasites de vertébrés et sont caractérisés par un proboscis rétractable portant des épines courbées en arrière qui leur permet de s'accrocher à la paroi intestinale de leurs hôtes.

## Liste des genres et des espèces
La famille des Illiosentidae comprend neuf genres composés des espèces suivantes :
- Brentisentis Leotta, Schmidt, Kuntz, 1982
  - Brentisentis uncinus Leotta, Schmidt, Kuntz, 1982
- Dentitruncus Sinzar, 1955
  - Dentitruncus truttae Sinzar, 1955
- Dollfusentis Golvan, 1969
  - Dollfusentis bravoae Salgado-maldonado, 1976
  - Dollfusentis chandleri Golvan, 1969 
  - Dollfusentis ctenorhynchus (Cable et Linderoth, 1963)
  - Dollfusentis heteracanthus (Cable et Linderoth, 1963)
  - Dollfusentis longispinus (Cable et Linderoth, 1963)
- Goacanthus Gupta et Jain, 1980
  - Goacanthus panajiensis Gupta et Jain, 1980
- Indorhynchus Golvan, 1969
  - Indorhynchus indicus (Tripathi, 1959)
- Metarhadinorhynchus Yamaguti, 1959
  - Metarhadinorhynchus laterolabracis Yamaguti, 1959
  - Metarhadinorhynchus thapari Gupta et Gupta, 1975
- Pseudorhadinorhynchus Achmerov, et al, 1941
  - Pseudorhadinorhynchus cinereus Gupta et Nagui, 1983
  - Pseudorhadinorhynchus cochinensis Gupta et Nagui, 1983
  - Pseudorhadinorhynchus dussamicitatum Gupta et Nagui, 1983
  - Pseudorhadinorhynchus ernakulensis Gupta et Nagui, 1983
  - Pseudorhadinorhynchus leuciscus (Krotov et Petrochenko, 1956)
  - Pseudorhadinorhynchus markewitchi Achmerov et al, 1941
  - Pseudorhadinorhynchus mujibi Gupta et Nagui, 1983
  - Pseudorhadinorhynchus pseudaspii Achmerov et al, 1941
  - Pseudorhadinorhynchus samegaiensis Nakajima, 1975
- Tegorhynchus Van Cleve, 1921
  - Tegorhynchus africanus (Golvan, 1955)
  - Tegorhynchus brevis Van Cleave, 1955
  - Tegorhynchus cetratus (Van Cleave, 1945)
  - Tegorhynchus edmondsi (Golvan, 1960)
  - Tegorhynchus furcatus (Van Cleave et Lincicome, 1939)
  - Tegorhynchus pectinarius Van Cleave, 1940
- Telosentis Van Cleve, 1923
  - Telosentis australiensis Edmonds, 1964
  - Telosentis exiguus
  - Telosentis molini Van Cleave, 1923
  - Telosentis tenuicornis (Linton, 1892)